# Gylne Gutuer
La Gylne Gutuer és una competició ciclista d'un sol dia que es disputa a Noruega. Creada el 2018, forma part de l'UCI Europa Tour amb una categoria 1.2.

## Palmarès
| Any  | Vencedor             | Segon                   | Tercer                 |         |
| ---- | -------------------- | ----------------------- | ---------------------- | ------- |
| 2018 | Jasper Philipsen     | Casper von Folsach      | Markus Hoelgaard       |         |
| 2019 | Kristoffer Skjerping | Morten Hulgaard         | Jordi Meeus            |         |
| 2020 | Trond Håkon Trondsen | Kristian Aasvold        | Erik Nordsæter Resell  |         |
| 2021 | William Blume Levy   | Embret Svestad-Bårdseng | Magnus Sørbø           |         |
| 2022 | André Drege          | Andreas Stokbro         | Frederik Irgens Jensen |         |
| 2023 | Andreas Stokbro      | Rasmus Bøgh Wallin      | Kristoffer Skjerping   |         |
| 2024 | suspesa              | suspesa                 | suspesa                | suspesa |